# Попешти (Барашти)
Попешти (рум. Popești) насеље је у Румунији у округу Олт у општини Барашти. Oпштина се налази на надморској висини од 266 m.

## Становништво
Према подацима из 2002. године у насељу је живело 499 становника, од којих су сви румунске националности.